# Territion
In der Strafrechtspflege der frühen Neuzeit in Europa war die Territion (deutsch Schreckung, von lateinisch terrere, in Schrecken setzen) das Zeigen der Folterinstrumente. Teilweise wurden den Angeklagten beziehungsweise Verdächtigten die Folterwerkzeuge auch angelegt, aber ohne Schmerzen zu verursachen.
Die Territion wurde häufig bei der Inquisition als Vorstufe der peinlichen Befragung benutzt. Teilweise wurden dort auch besonders grausam erscheinende Instrumente gezeigt, die in der Praxis aber nicht zum Einsatz kamen, sondern einzig dem möglichst wirksamen Ängstigen des Verdächtigen dienten.
Mit der Constitutio Criminalis Carolina (1532), dem Strafrechtskodex Karls V., wurde die Schreckung Bestandteil der Strafrechtspflege. Dies blieb sie bis zum Ende des 18. Jahrhunderts.